# 克勞福德縣 (密蘇里州)
克勞福德縣（英語：Crawford County）是美國密蘇里州東部的一個縣。面積1,926平方公里。根據美國2000年人口普查，共有人口22,804人。縣治斯蒂爾維爾 (Steelville) 。
成立於1829年1月23日，縣名紀念在詹姆斯·麥迪遜和安德魯·傑克遜時期分別擔任戰爭部長和財政部長的威廉·哈里斯·克勞福德。